# Turnê Dalila
Título a ser usado para criar uma ligação interna é Turnê Dalila.
Show Dalila Tour (também conhecida como Turnê Dalila) foi a nona turnê oficial da cantora brasileira Ivete Sangalo, iniciada em 6 de junho de 2009 para a divulgação de seu álbum Pode Entrar. Entre setembro e dezembro Ivete pausou a digressão durante sua licença-maternidade.

## Antecedentes

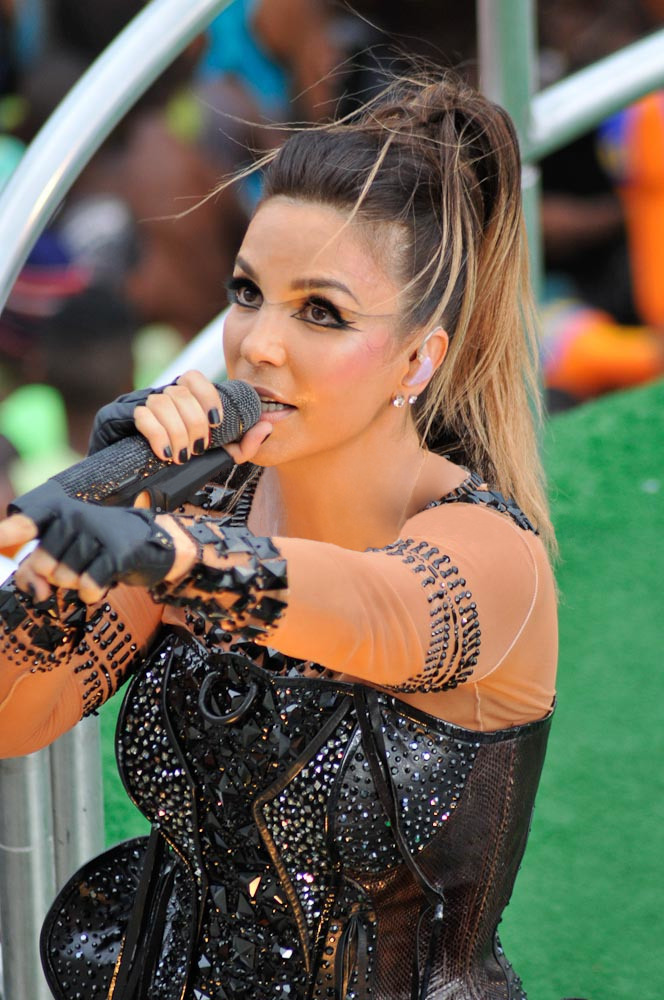
Ivete em 2010.

Gravado em um estúdio montado na própria casa da cantora, Pode Entrar traz Ivete em um clima intimista, recebendo amigos artistas em sua casa para duetos e parcerias musicais consagradas e também inéditas. Entre os convidados, nomes consagrados da música brasileira, como Maria Bethânia, Lulu Santos e Carlinhos Brown; novas parcerias, como o cantor Marcelo Camelo (líder da banda Los Hermanos) e o grupo cearense de forró Aviões do Forró (representado por seus vocalistas Alexandre Avião e Solange Almeida, o sanfoneiro Valcir e o baterista Pedro Riquelme); e a participação de Saulo Fernandes, grande amigo de Ivete e que na época era o líder da Banda Eva. O álbum extraiu os singles "Cadê Dalila", "Na Base do Beijo", "Agora Eu Já Sei", "Quanto Ao Tempo" e "Meu Segredo" e recebeu três indicações ao Grammy Latino.

## Desenvolvimento
Em 6 de junho de 2009 estreou a turnê no Beach Park, em Fortaleza, Ceará, levando 10 mil pessoas para conferir o novo show um dia depois do lançamento do álbum Pode Entrar. O repertório da turnê recebeu grandes mudanças, incluindo 12 novas canções, além de alguns antigos sucessos e versões da época de Banda Eva. No início da turnê Ivete já estava grávida de seis meses. Durante apresentação em Vitória, no Espírito Santo, a cantora mandou parar o show quando observou um rapaz assaltando pessoas no público, pedindo para que os seguranças retirasse-o do local e tomassem as medidas legais cabíveis. Em 11 de setembro Ivete pausou sua turnê ao entrar em licença maternidade, retornando aos palcos em 4 de dezembro, apenas dois meses depois de dar a luz, durante apresentação no Gran Hotel Stella Maris, em Salvador.

## Repertório
1. "Na Base do Beijo"
2. "Arerê"
3. "Empurra-Empurra"
4. "Berimbau Metalizado"
5. "Eu Tô Vendo"
6. "Levada Louca"
7. "Tô na Rua"
8. "Meu Segredo"
9. "Quanto ao Tempo"
10. "Festa" / "Sorte Grande"
11. "Oba Oba"
12. "Pererê"
13. "Eva" / "Alô Paixão" / "Beleza Rara"
14. "Sintonia e Desejo"
15. "Muito Obrigado Axé"
16. "Agora Eu Já Sei"
17. "Faz Tempo"
18. "Balakbak"
19. "Não Me Faça Esperar"
20. "Cadê Dalila"

1. "Na Base do Beijo"
2. "Arerê"
3. "Empurra-Empurra"
4. "Berimbau Metalizado"
5. "Eu Tô Vendo"
6. "Cadê Dalila?"
7. "Levada Louca"
8. "Tô na Rua"
9. "Oba Oba"
10. "Lobo Mau (Vou te Comer)"
11. "Sorte Grande"
12. "Não Quero Dinheiro (Só Quero Amar)" (cover de Tim Maia)
13. "Dancin' Days" (cover de As Frenéticas)
14. "Sintonia e Desejo"
15. "Muito Obrigado Axé"
16. "Não Precisa Mudar" (com a participação de Saulo Fernandes)
17. "Vale Mais" (com a participação de Saulo Fernandes)
18. "Agora Eu Já Sei"
19. "Na Base do Beijo" (reprise)
20. "Bota Pra Ferver" (cover de Asa de Águia)
21. "País Tropical" (cover de Jorge Ben Jor)

1. "Acelera Aê (Noite do Bem)"
2. "Arerê"
3. "País Tropical" (cover de Jorge Ben Jor)
4. "Levada Louca"
5. "Tô na Rua"
6. "Berimbau Metalizado"
7. "Pra Falar de Você"
8. "Cadê Dalila?"
9. "Flores (Sonho Épico)"
10. "Desejo de Amar"
11. "O Dia Em Que o Sol Declarou o Seu Amor Pela Terra" (cover de Jorge Ben Jor) (com a participação de Diogo Nogueira)
12. "Maracangalha" (cover de Dorival Caymmi) (com a participação de Diogo Nogueira)
13. "Chupeta" (cover de Psirico)
14. "Chore na Minha" (cover de Saiddy Bamba) / "Ligar Pro Boi" (cover de Black Style) / "Novinha Tu Me Seduz" (cover de Os Hawaianos) / "Liga da Justiça" (cover de LevaNóiz)
15. "Minha Mulher não Deixa não" (cover de Reginho)
16. "Pensando em Nós Dois"
17. "Na Base do Beijo"
18. "Bota Pra Ferver" (cover de Asa de Águia)
19. "Empurra-Empurra"

## Datas
| Data                      | Cidade                  | País                | Extras                                     |
| ------------------------- | ----------------------- | ------------------- | ------------------------------------------ |
| América do Sul            |                         |                     |                                            |
| 6 de junho de 2009        | Fortaleza               | Brasil              | Beach Park                                 |
| 7 de junho de 2009        | Maceió                  | Brasil              | Clube da ADEPOL                            |
| 10 de junho de 2009       | Pedro Leopoldo          | Brasil              | Pedro Leopoldo Rodeio Show 2009            |
| 11 de junho de 2009       | Campos do Jordão        | Brasil              | Tênis Clube Campos do Jordão               |
| 12 de junho de 2009       | Caldas Novas            | Brasil              | Caldas Park Show                           |
| 13 de junho de 2009       | Americana               | Brasil              |                                            |
| 15 de junho de 2009       | Fortaleza               | Brasil              |                                            |
| 26 de junho de 2009       | Teresina                | Brasil              |                                            |
| 4 de julho de 2009        | Salvador                | Brasil              |                                            |
| 10 de julho de 2009       | Imperatriz              | Brasil              |                                            |
| 11 de julho de 2009       | Brasília                | Brasil              | Estacionamento do Estádio Mané Garrincha   |
| 12 de julho de 2009       | São Vicente             | Brasil              |                                            |
| 13 de julho de 2009       | Palmas                  | Brasil              | Indoor                                     |
| 17 de julho de 2009       | Itapetininga            | Brasil              |                                            |
| 18 de julho de 2009       | Campo Grande            | Brasil              |                                            |
| 19 de julho de 2009       | Montes Claros           | Brasil              | Parque das Exposições João Alencar Athayde |
| 25 de julho de 2009       | Fortaleza               | Brasil              | Fortal 2009                                |
| 1 de agosto de 2009       | Recife                  | Brasil              | Requebra Brasil                            |
| 2 de agosto de 2009       | Nova Iguaçu             | Brasil              |                                            |
| 8 de agosto de 2009       | Volta Redonda           | Brasil              |                                            |
| 9 de agosto de 2009       | Campinas                | Brasil              |                                            |
| 15 de agosto de 2009      | Vitória                 | Brasil              |                                            |
| 16 de agosto de 2009      | Xerém                   | Brasil              |                                            |
| 22 de agosto de 2009      | Aracaju                 | Brasil              | Cerveja & Cia Folia 2009                   |
| 22 de agosto de 2009      | Rio de Janeiro          | Brasil              |                                            |
| 3 de setembro de 2009     | Salvador                | Brasil              | Bahia Café Hall                            |
| 11 de setembro de 2009    | Salvador                | Brasil              | Sauípe Folia                               |
| Setembro–Dezembro de 2009 | Licença-maternidade     | Licença-maternidade | Licença-maternidade                        |
| 5 de dezembro de 2009     | Natal                   | Brasil              | Carnatal                                   |
| 17 de dezembro de 2009    | Porto Alegre            | Brasil              | Estádio Beira-Rio                          |
| 4 de dezembro de 2009     | Salvador                | Brasil              | Gran Hotel Stella Maris                    |
| 31 de dezembro de 2009    | Salvador                | Brasil              | Reveillon Enchanté                         |
| 2 de janeiro de 2010      | Tamandaré               | Brasil              |                                            |
| 3 de janeiro de 2010      | João Pessoa             | Brasil              |                                            |
| 8 de janeiro de 2010      | Guarapari               | Brasil              | VIP Arena                                  |
| 9 de janeiro de 2010      | Guarujá                 | Brasil              |                                            |
| 15 de janeiro de 2010     | Marechal Deodoro        | Brasil              |                                            |
| 15 de janeiro de 2010     | Maceió                  | Brasil              |                                            |
| 16 de janeiro de 2010     | Florianópolis           | Brasil              | Planeta Atlântida SC 2010                  |
| 21 de janeiro de 2010     | Salvador                | Brasil              | Festival de Verão de Salvador              |
| 24 de janeiro de 2010     | Aracaju                 | Brasil              |                                            |
| 6 de fevereiro de 2010    | São Paulo               | Brasil              | Estádio do Morumbi                         |
| 10 de fevereiro de 2010   | Salvador                | Brasil              | Parque de Exposições de Salvador           |
| 10 de fevereiro de 2010   | Bahia                   | Brasil              | Carnaval de Salvador                       |
| 12 de fevereiro de 2010   | Bahia                   | Brasil              | Carnaval de Salvador                       |
| 13 de fevereiro de 2010   | Bahia                   | Brasil              | Carnaval de Salvador                       |
| 14 de fevereiro de 2010   | Bahia                   | Brasil              | Carnaval de Salvador                       |
| 15 de fevereiro de 2010   | Bahia                   | Brasil              | Carnaval de Salvador                       |
| 16 de fevereiro de 2010   | Bahia                   | Brasil              | Carnaval de Salvador                       |
| 17 de fevereiro de 2010   | Bahia                   | Brasil              | Carnaval de Salvador                       |
| 27 de fevereiro de 2010   | Rio das Ostras          | Brasil              |                                            |
| 28 de fevereiro de 2010   | São Gonçalo             | Brasil              |                                            |
| 1 de março de 2010        | Salvador                | Brasil              |                                            |
| 5 de março de 2010        | Recife                  | Brasil              | Chevrolet Rock 2010                        |
| 6 de março de 2010        | Natal                   | Brasil              |                                            |
| 12 de março de 2010       | Maringá                 | Brasil              |                                            |
| 13 de março de 2010       | Goiânia                 | Brasil              |                                            |
| 27 de março de 2010       | Limeira                 | Brasil              | CarnaHard 2010                             |
| 28 de março de 2010       | Jundiaí                 | Brasil              |                                            |
| 2 de abril de 2010        | Gravatá                 | Brasil              |                                            |
| 3 de abril de 2010        | São Luís                | Brasil              | Cerveja & Cia Folia                        |
| 9 de abril de 2010        | Belo Horizonte          | Brasil              | Axé Brasil                                 |
| 10 de abril de 2010       | Mogi Guaçu              | Brasil              |                                            |
| 11 de abril de 2010       | Ribeirão Preto          | Brasil              |                                            |
| 16 de abril de 2010       | Campos dos Goytacazes   | Brasil              |                                            |
| 17 de abril de 2010       | Rio de Janeiro          | Brasil              | Cerveja & Cia Folia                        |
| 23 de abril de 2010       | Itabaiana               | Brasil              |                                            |
| 24 de abril de 2010       | São Paulo               | Brasil              | Cerveja & Cia Folia                        |
| 7 de maio de 2010         | Ponta Grossa            | Brasil              |                                            |
| 15 de maio de 2010        | Taubaté                 | Brasil              | Estádio Joaquim de Morais Filho            |
| Europa                    |                         |                     |                                            |
| 21 de maio de 2010        | Lisboa                  | Portugal            | Rock In Rio Lisboa IV                      |
| América do Sul            |                         |                     |                                            |
| 28 de maio de 2010        | Juazeiro                | Brasil              |                                            |
| 30 de maio de 2010        | Itu                     | Brasil              | Kartódromo de Itu                          |
| 5 de junho de 2010        | Itaipava                | Brasil              | Parque de Exposições                       |
| 12 de junho de 2010       | Tatuí                   | Brasil              | Estádio Municipal                          |
| 18 de junho de 2010       | Mossoró                 | Brasil              |                                            |
| 19 de junho de 2010       | Fortaleza               | Brasil              | Cerveja & Cia Folia                        |
| 23 de junho de 2010       | Vitória da Conquista    | Brasil              |                                            |
| 25 de junho de 2010       | Dourados                | Brasil              |                                            |
| 26 de junho de 2010       | Chapada dos Guimarães   | Brasil              |                                            |
| 2 de julho de 2010        | Jaú                     | Brasil              |                                            |
| 3 de julho de 2010        | Campo Grande            | Brasil              | Estádio Universitário Pedro Pedrossian     |
| 9 de julho de 2010        | Palmas                  | Brasil              | Praia da Graciosa                          |
| 10 de julho de 2010       | Brasília                | Brasil              | Brasília Indoor                            |
| 14 de julho de 2010       | Crato                   | Brasil              |                                            |
| 16 de julho de 2010       | Florianópolis           | Brasil              |                                            |
| 17 de julho de 2010       | Siderópolis             | Brasil              |                                            |
| 24 de julho de 2010       | Fortaleza               | Brasil              | Fortal 2010                                |
| 31 de julho de 2010       | Recife                  | Brasil              | Prédio Morada dos Cardeais                 |
| 1 de agosto de 2010       | João Pessoa             | Brasil              |                                            |
| 4 de agosto de 2010       | Lucas                   | Brasil              |                                            |
| 7 de agosto de 2010       | Vitória                 | Brasil              | Cerveja & Cia Folia                        |
| 15 de agosto de 2010      | Goiânia                 | Brasil              | Goiânia Music                              |
| 20 de agosto de 2010      | Manaus                  | Brasil              |                                            |
| 21 de agosto de 2010      | Macapá                  | Brasil              |                                            |
| América do Norte          |                         |                     |                                            |
| 28 de agosto de 2010      | Miami                   | Estados Unidos      | American Airlines Arena                    |
| 1 de setembro de 2010     | Worcester               | Estados Unidos      | DCU Center                                 |
| 4 de setembro de 2010     | Nova York               | Estados Unidos      | Madison Square Garden                      |
| 6 de setembro de 2010     | Toronto                 | Canadá              | Brazilian Day                              |
| 11 de setembro de 2010    | Dallas                  | Estados Unidos      | Superpages Center                          |
| América do Sul            |                         |                     |                                            |
| 17 de setembro de 2010    | Aracaju                 | Brasil              | Cerveja & Cia Folia 2010                   |
| 18 de setembro de 2010    | Sauipe                  | Brasil              |                                            |
| 19 de setembro de 2010    | Maceió                  | Brasil              | Cerveja & Cia Folia 2010                   |
| Europa                    |                         |                     |                                            |
| 21 de setembro de 2010    | Roma                    | Itália              |                                            |
| América do Sul            |                         |                     |                                            |
| 26 de setembro de 2010    | Nova Iguaçu             | Brasil              |                                            |
| 1 de outubro de 2010      | Porto Alegre            | Brasil              | Gigantinho                                 |
| 9 de outubro de 2010      | Teresina                | Brasil              | Piauí Music                                |
| 10 de outubro de 2010     | Juiz de Fora            | Brasil              |                                            |
| 11 de outubro de 2010     | Caraguatatuba           | Brasil              |                                            |
| 11 de outubro de 2010     | Brasília                | Brasil              |                                            |
| 13 de outubro de 2010     | Porto Seguro            | Brasil              | Cerveja & Cia Folia                        |
| 16 de outubro de 2010     | Salvador                | Brasil              |                                            |
| 17 de outubro de 2010     | Guarulhos               | Brasil              |                                            |
| 19 de outubro de 2010     | São Paulo               | Brasil              |                                            |
| 5 de novembro de 2010     | Barra Mansa             | Brasil              | Parque da Cidade                           |
| 6 de novembro de 2010     | Campinas                | Brasil              |                                            |
| 13 de novembro de 2010    | Cachoeiro de Itapemirim | Brasil              |                                            |
| 14 de novembro de 2010    | Florianópolis           | Brasil              |                                            |
| 21 de novembro de 2010    | Ribeirão Preto          | Brasil              | Cerveja & Cia Folia                        |
| 27 de novembro de 2010    | Sorocaba                | Brasil              |                                            |
| 3 de dezembro de 2010     | Belém                   | Brasil              |                                            |
| 4 de dezembro de 2010     | Natal                   | Brasil              | Carnatal                                   |
| 10 de dezembro de 2010    | Pato Branco             | Brasil              |                                            |
| 11 de dezembro de 2010    | São José do Rio Preto   | Brasil              | Estância Alto da Serra                     |
| 12 de dezembro de 2010    | São Bernardo do Campo   | Brasil              | Estância Alto da Serra                     |
| 28 de dezembro de 2010    | Porto Seguro            | Brasil              | Arena Axé Moi                              |
| 29 de dezembro de 2010    | Ilhéus                  | Brasil              |                                            |
| 31 de dezembro de 2010    | Recife                  | Brasil              | Reveillon Enchanté                         |
| 8 de janeiro de 2011      | Guarujá                 | Brasil              |                                            |
| 14 de janeiro de 2011     | Maceió                  | Brasil              |                                            |
| 15 de janeiro de 2011     | Fortaleza               | Brasil              | Forró no Sítio                             |
| 16 de janeiro de 2011     | João Pessoa             | Brasil              |                                            |
| 22 de janeiro de 2011     | Guarapari               | Brasil              |                                            |
| 23 de janeiro de 2011     | Aracaju                 | Brasil              |                                            |
| 25 de janeiro de 2011     | São Paulo               | Brasil              |                                            |
| 28 de janeiro de 2011     | Boa vista               | Brasil              | Parque Anauá                               |
| 29 de janeiro de 2011     | Manaus                  | Brasil              | Sambódromo de Manaus                       |
| 3 de fevereiro de 2011    | Salvador                | Brasil              | Festival de Verão                          |
| 5 de fevereiro de 2011    | Recife                  | Brasil              | Cerveja & Cia Folia 2011                   |
| 11 de fevereiro de 2011   | Balneário Camboriú      | Brasil              |                                            |
| 12 de fevereiro de 2011   | Atlântida               | Brasil              | Planeta Atlântida                          |
| 13 de fevereiro de 2011   | Niterói                 | Brasil              |                                            |
| América do Norte          |                         |                     |                                            |
| 14 de fevereiro de 2011   | Nova York               | Estados Unidos      |                                            |
| América do Sul            |                         |                     |                                            |
| 18 de fevereiro de 2011   | Piracicaba              | Brasil              |                                            |
| 19 de fevereiro de 2011   | Salvador                | Brasil              | Praia Do Forte                             |
| 26 de fevereiro de 2011   | Salvador                | Brasil              |                                            |
| 4 de março de 2011        | Salvador                | Brasil              | Carnaval de Salvador 2011                  |
| 5 de março de 2011        | Salvador                | Brasil              | Carnaval de Salvador 2011                  |
| 6 de março de 2011        | Salvador                | Brasil              | Carnaval de Salvador 2011                  |
| 7 de março de 2011        | Salvador                | Brasil              | Carnaval de Salvador 2011                  |
| 8 de março de 2011        | Salvador                | Brasil              | Carnaval de Salvador 2011                  |